# Гай Аллий Альбин
Гай А́ллий Альби́н (лат. Gaius Allius Albinus; умер после 246 года) — древнеримский государственный деятель и сенатор из патрицианского рода Аллиев, ординарный консул 246 года.

## Биография
Достоверные сведения о происхождении Альбина в сохранившихся источниках отсутствуют. По всей видимости, он принадлежал к именитому плебейскому роду Аллиев, происходивших из Медиолана, представители которого были возведены в патрицианское достоинство лишь в начале III века. 
Из ряда надписей следует, что в 246 году, во время правления императора Филиппа I Араба, Альбин занимал должность ординарного консула совместно с Гаем Бруттием Презентом. Предположительно, имя потомка Альбина фигурирует в одной, обнаруженной в Риме, надписи, датированной промежутком между 306 и 312 годами, где он перечислен среди сенаторов, внёсших 600 000 сестерциев для постройки здания, что, очевидно, может говорить о его богатстве. Тем не менее, о дальнейшей судьбе Альбина ничего не известно.

## Примечание
1. ↑  Corpus Inscriptionum Latinarum 6, 37118, L'Année épigraphique (AE). — 1907. — № 208.